# Lophopsittacus mauritianus
El loro de Mauricio o loro de pico ancho  (Lophopsittacus mauritianus) es una especie extinta de ave psitaciforme de la familia de los psitácidos. Era endémica de la isla Mauricio y su desaparición se debió principalmente a la presión de la caza sobre sus poblaciones, así como por la deforestación y la depredación (incluidos los ataques a sus nidos) por parte de especies invasoras, datando los últimos avistamientos de 1673-1675. Se estima que su extinción se habría producido entre 1680 y 1693, año en que ya no pudo ser encontrada.
Es conocida por numerosos restos óseos, así como informes de viajeros que arribaron a la isla. Poco se sabe sobre su biología, aunque su pico indica que se alimentaba de nueces grandes. Eran grandes torpes en el vuelo, aunque no habían perdido totalmente esta capacidad, lo que facilitaba su caza.